# عملیات کربلای ۸
عملیات کربلای ۸ عملیات نظامی نیمه‌گسترده نیروهای مسلح ایران در خلال جنگ ایران و عراق بود، که توسط سپاه پاسداران انقلاب اسلامی، بر ضد نیروهای ارتش عراق، در فروردین‌ماه ۱۳۶۶ در منطقه شلمچه، استان خوزستان و نیز در منطقه آبگرفتگی شمال‌ بوبيان‌ در شرق بصره، عراق انجام شد.

## منطقه عملیات
منطقه عملیاتی کربلای ۸ ، در منطقه شلمچه و حد فاصل آب‌گرفتگی‌های شرق کانال پرورش ماهی و شمال جاده شلمچه تا کانال زوجی قرار داشت.

## شرح عملیات
ملیات كربلای ٨ با هدف تأمین کانال زوجی و توسعه منطقۀ تصرف‌شده در غرب کانال پرورش ماهی طراحی و اجرا شد. این عملیات در بامداد  ۱۸ فروردین ۱۳۶۶ همزمان با سالگرد تأسیس حزب بعث در عراق، با رمز «یا صاحب الزمان(عج)» آغاز شد و دو قرارگاه عملیاتی قدس و کربلای سپاه پاسداران با سی گردان نیرو از دو محور آب‌گرفتگی شرق کانال پرورش ماهی و حدفاصل كانال پرورش ماهی تا جاده شلمچه وارد عمل شدند. رزمندگان پس از چهار شبانه‌روز جنگ سنگین و به‌رغم شکستن خطوط دشمن و یك کیلومتر پیشروی تا خاکریز1000، نتوانستند موقعیت جدید را تثبیت کنند. با انجام پاتک شیمیایی ارتش عراق، در نهایت عراقی‌ها تا قبل از ظهر روز ٢٢ فروردین مواضع تصرف شده در عملیات كربلای ٨ را بازپس گرفت و رزمندگان در پشت خاکریز 500 موضع گرفتند. این عملیات ۵ روز به درازا کشیده شد. 
در این عملیات و عملیات‌های زیر نیروهای عراقی از سلاح‌های شیمیایی استفاده کردند. تلاقی زمان‌ عملیات‌ کربلای ‌۸ با برگزاری‌ مراسم‌ ۴۸ سالگرد تشکیل‌ حزب‌ بعث، موجب شد که‌ عراق‌ بلافاصله‌ به‌ منظور تحت‌ الشعاع‌ قرار دادن‌ بازتاب‌ این‌ عملیات‌ به‌ تاسیسات‌ نفتی جزیره‌ سیری‌ که‌ یکی از مبادی‌ صادرات‌ نفت‌ ایران‌ بود، حمله‌ کرده‌ و خسارات‌هایی‌ را به‌ آن‌ وارد آورد به‌ گونه‌ ای‌ که‌ تا ساعت ها بهره‌ برداری‌ از اسکله‌ مذکور امکان‌ پذیر نبود.

## استعدادها، تلفات و خسارات

### ایران
در اين‌ عمليات‌ محمدحسن‌ قاسمي‌ طوسي‌ مسئول‌ اطلاعات‌ و عمليات‌ لشكر ۲۵ كربلا و حبيب‌الله‌ كريمي‌ فرمانده‌ توپخانه ۶۳ خاتم‌الانبيا کشته شدند.‌ احمد پلارك از کشته‌های معروف این نبرد بود.‌ اصغر ارسنجانی، فرمانده گردان میثم، لشکر محمد رسول الله تهران، نیز از کشته‌های این عملیات بودند.

### عراق
تیپ‌هاي ‌۶۸ و ۶۵ نيروي‌ مخصوص‌ و تيپهاي‌ ۱۰۶ و ۴۱۶ و ۲۹ و ۱۱۷ و ۷۳ از لشكر ۲۷ ، ۵ مكانيزه ۴۴۸ ، ۴۵ ، ۱۰۴ ، و ۴۲۱ و ۲ كماندويي ستاد كل ۴۴۸ ،و تيپهاي۲ و ۵ از گارد ۶ رياست‌ جمهوري ، ۴۲زرهي ، ۲ پياده گردان‌ كماندويي از لشكر محمد القاسم‌ ،يك‌ گردان‌ تانك‌ ، تيپ ۲۶ زرهي، گردانهاي‌۳،۱و ۴ از تيپ ۴۱۷ منهدم‌ شدند. تعداد کشته شدگان عراقی ۵۰۰۰ نفر و تعداد اسراء ۲۰۰ نفر نوشته شده است.

## منبع
1. ↑  «آشنایی با عملیات کربلای ۸». همشهری آنلاین.
2. ↑  «سالروز اجرای عملیات کربلای ۸». ایسنا.
3. 1 2 3  «عملیات کربلا 8». old.aviny.com. دریافت‌شده در ۲۰۲۴-۰۴-۳۰.
4. 1 2  «منطقه عملیاتی کربلای ۸». defamoghaddas.ir.[پیوند مرده]
5. ↑  «نسخه آرشیو شده». بایگانی‌شده از اصلی در ۱۲ نوامبر ۲۰۱۱. دریافت‌شده در ۶ دسامبر ۲۰۱۲.
6. ↑  http://www.chemical-victims.com/DesktopModules/Articles/ArticlesView.aspx?TabID=3961&Site=chemical&Lang=fa-IR&ItemID=6341&mid=12551%5Bپیوند+مرده%5D
7. ↑  «کربلای 8‌، رونمایی از ناتوانی بعثی‌ها». مشرق نیوز. ۲۰۱۸-۰۴-۰۸. دریافت‌شده در ۲۰۲۴-۰۴-۳۰.
8. ↑  «تنها خواسته شهید پلارك كه برآورده نشد+تصویر». fa. دریافت‌شده در ۲۰۲۴-۰۴-۳۰.
9. ↑  «کربلای 8‌، رونمایی از ناتوانی بعثی‌ها». مشرق نیوز. ۲۰۱۸-۰۴-۰۸. دریافت‌شده در ۲۰۲۴-۰۴-۳۰.

## مطالعه بیشتر
- محسن رشید، گزارشی کوتاه/ مرکز مطالعات و تحقیقات جنگ سپاه پاسداران انقلاب اسلامی، ویرایش: مهدی انصاری، تهران: سپاه پاسداران انقلاب اسلامی، مرکز مطالعات و تحقیق جنگ، ۱۳۷۸، شابک: ۹۶۴-۶۳۱۵-۳۳-x